# Brian Tse
Brian Tse Tung-man (nacido el 6 de diciembre de 1985) es un actor y cantante hongkonés. En el 2010, compitió en la segunda temporada de un concurso de canto llamado "The Voice", difundida por la red televisiva de "TVB". Tse fue el último concursante en ser eliminado. Con la experiencia que ya tenía en el canto, se dedicó después a la música y posteriormente firmó un contrato como artista principal con la red TVB.

## Filmografía

### Series y dramas de televisión
| Título                   | Año  | Personaje                     | Notas                                    |
| ------------------------ | ---- | ----------------------------- | ---------------------------------------- |
| Forensic Heroes III      | 2011 | Lawrence Yun Chi-hung         |                                          |
| The Hippocratic Crush    | 2012 | Dr. Chui Shui-waa (Chui Shui) |                                          |
| Daddy Good Deeds         | 2012 | The Voice contestant          | 2 episodes                               |
| Sergeant Tabloid         | 2012 | Tai Tung-man (Big Eyes)       | Warehoused; released overseas April 2012 |
| The Hippocratic Crush ll | 2013 | Dr. Chui Shui-waa (Chui Shui) |                                          |

### Otras apariciones
| Título      | Año  | Personaje | Notas       |
| ----------- | ---- | --------- | ----------- |
| The Voice 2 | 2010 | Himself   | 11 episodes |